# Joe Hin Tjio

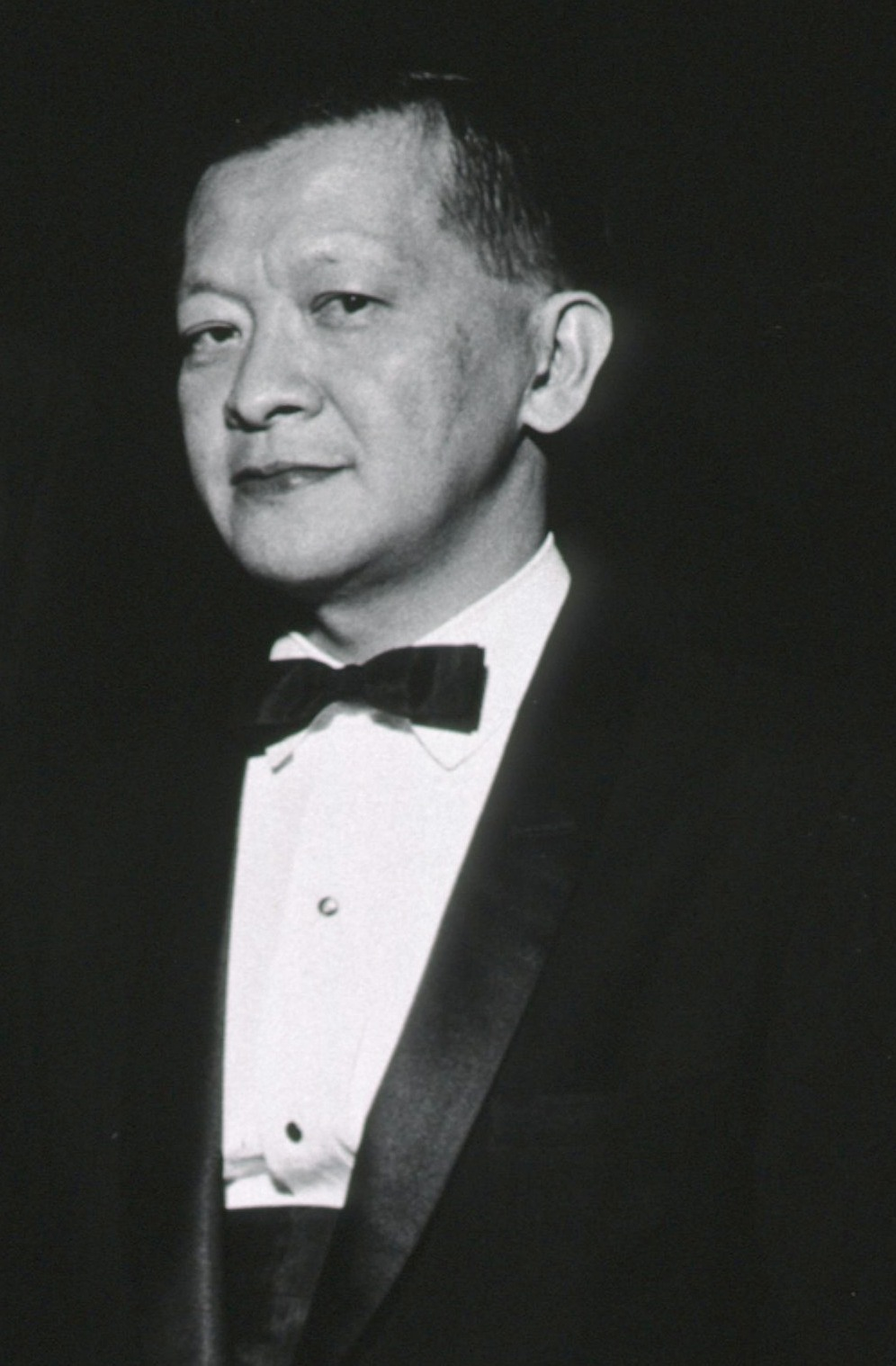
Joe Hin Tjio (undatiert)

Joe Hin Tjio (* 2. November 1919 auf Java; † 27. November 2001 in Gaithersburg) war ein Zytogenetiker, der 1956 die korrekte Anzahl von 46 Chromosomen in einem diploiden Chromosomensatz menschlicher Zellen veröffentlichte. Die Kenntnis der korrekten Chromosomenanzahl ermöglichte die zytogenetische Erforschung der mit numerischen Chromosomenaberrationen einhergehenden Erkrankungen.

## Leben
Tjio wurde 1919 als Sohn chinesischstämmiger Eltern auf Java, zu dieser Zeit niederländische Kolonie, geboren. Sein Vater war Fotograf. Er schloss 1940 eine Ausbildung an der landwirtschaftlichen Hochschule in Bogor ab und war dann in der Pflanzenzüchtung tätig. 1942, mit der japanischen Besatzung Niederländisch-Indiens im Zweiten Weltkrieg, wurde Tjio von den Japanern interniert. Während seiner dreijährigen Internierung wurde er gefoltert. Diese traumatischen Erlebnisse in seinen jungen Lebensjahren prägten ihn nach Aussagen späterer Biografen nachhaltig. Er wurde später als treuer und zuverlässiger Freund, aber auch als empfindlich und leicht kränkbare Persönlichkeit beschrieben, die leicht mit Autoritäten in Konflikt kam.
Nach Kriegsende kam er mit einem Flüchtlingsschiff des Internationalen Roten Kreuzes in die Niederlande, wo ihm ein Stipendium die Fortführung seiner Studien ermöglichte. In dieser Zeit war er auch ein halbes Jahr an der Königlich Dänischen Akademie der Wissenschaften in Kopenhagen tätig. 1946 kam Tjio erstmals nach Schweden, wo er im bei Lund gelegenen Svalöv zytogenetische Untersuchungen an Pflanzen durchführte. Seine Forschungen brachten ihm eine Anstellung als Institutsdirektor in Saragossa ein, wo er von 1948 bis 1959 tätig war. Während dieser Zeit hielt Tjio sich regelmäßig am Institut für Genetik der Universität Lund auf, wo er mit Albert Levan zusammenarbeitete und 1955 seine Entdeckung zur Chromosomenzahl des Menschen machte.
1956 schlug Hermann Joseph Muller Tjio während eines Kongresses vor, seine Forschungen in den Vereinigten Staaten (USA) fortzusetzen. Dieser Möglichkeit stand Tjio aufgrund des politischen Klimas der McCarthy-Ära erst ablehnend gegenüber, ließ sich jedoch später von Muller überreden. Er wechselte 1957 an die Abteilung für Biophysik der University of Colorado Denver, die von Theodore Puck geleitet wurde. Seine Forschungen zum menschlichen Chromosomensatz sollten Grundlage einer Doktorarbeit werden. 1960 erhielt Tjio den Ph.D. Ab 1959 forschte Joe Hin Tjio an den National Institutes of Health (Labor für experimentelle Pathologie am damaligen National Institute of Arthritis and Metabolic Diseases) in Bethesda. Er trat 1992 in den Ruhestand, war aber bis 1997 weiterhin in seinem Labor tätig. Von 1997 bis zu seinem Tod am 27. November 2001 lebte Tjio in Gaithersburg.
Joe Hin Tjio war ab 1948 mit der Isländerin Inga Bíldsfell (1919–2005) verheiratet und Vater eines Sohnes.

## Wirken
In den 1950er Jahren wurde angenommen, dass der diploide menschliche Chromosomensatz aus 2n = 48 Chromosomen besteht. 1923 war Theophilus Painter – trotz gewisser Zweifel – von 48 Chromosomen ausgegangen und seine Veröffentlichung legte die Grundlage dafür, dass diese Chromosomenanzahl über die nächsten Jahrzehnte Eingang in die wissenschaftliche Literatur fand.
Joe Hin Tjio, der sich bis in die 1950er Jahre mit Pflanzengenetik beschäftigt hatte, war an Albert Levans Labor in Lund durch die Forschungen an Chromosomen von Krebszellen mit der Zytogenetik menschlicher Zellen in Berührung gekommen. In den frühen Morgenstunden des 22. Dezember 1955 beobachtete er in einer Präparation embryonaler menschlicher Fibroblasten 46 Chromosomen.
Im Institut für Genetik in Lund hatten Eva und Yngve Melander 1954 in ihren Präparationen menschlicher Leberzellen einen 46XY-Karyotyp festgestellt, verfolgten diese – aus damaliger Perspektive – Auffälligkeit aber nicht weiter.
Die Ergebnisse Tjios wurden im April 1956 in der Zeitschrift Hereditas publiziert. Die Zeitschrift wurde von der Mendelian Society of Lund herausgegeben und hatte eine geringe Verbreitung. Insgesamt waren die Chromosomen von 265 Zellen ausgezählt worden, nur vier Zellen wichen vom beschriebenen Karyogramm ab.

„Before a renewed, careful control has been made of the chromosome number in spermatogonial mitoses of man we do not wish to generalize our present findings into a statement that the chromosome number of man is 2n = 46, but it is hard to avoid the conclusion that this would be the most natural explanation of our observations.“

„Solange keine erneute, sorgfältige Kontrolle der Chromosomen-Anzahl bei menschlichen Spermatogonien-Mitosen durchgeführt wurde, möchten wir unsere vorliegenden Beobachtungen nicht in der Aussage generalisieren, dass die Chromosomenanzahl des Menschen 2n = 46 beträgt, gleichwohl ist es schwierig den Schluss zu vermeiden, dass dies die naheliegendste Erklärung unserer Beobachtung wäre.“

Als Hauptautor der Veröffentlichung wurde Tjio angegeben, als zweiter Autor fungierte Levan. Laut Harper habe es zwischen Tjio und Levan Unstimmigkeiten hinsichtlich der Erstautorschaft gegeben, wofür vor allem angeführt wird, dass Tjios Entdeckung innerhalb von Levans Forschungsprogramm gemacht wurde, der auch für dessen Konzipierung, Material und Finanzierung verantwortlich war und demzufolge Erstautor der Veröffentlichung sein wollte. Mitarbeitern der Labors zufolge sei die Veröffentlichung im Stile Levans abgefasst worden. Einige Jahre vor seinem Tod äußerte Tjio, dass er Levan die Erstautorenschaft verweigert habe, da dieser an den Arbeiten nicht beteiligt gewesen sei, und der Vorgang ihn tief verletzt habe.
Grundlage des Experimentes waren verschiedene Methoden, die in den vorangegangenen Jahren entwickelt worden waren, darunter die von Levan eingeführte Verwendung von Colchicin als Mitose-Hemmstoff sowie die von T. C. Hsu beschriebene Vorbehandlung von Chromosomen mit hypotoner Lösung.
Tjio stellte seine Beobachtungen auf dem International Congress of Human Genetics vor, der 1956 in Kopenhagen erstmals stattfand. Die Erkenntnisse wurde noch im selben Jahr durch eine Arbeit Charles E. Fords und John A. Hamertons in der Fachzeitschrift Nature bestätigt.
Im Labor von Theodore Puck in Denver wiederholte Tjio das Experiment mit fast 2000 Zellen von 13 Individuen und konnte die Ergebnisse erneut bestätigen. In derselben Arbeit wurden die Chromosomen anhand ihrer Länge und der Position des Zentromers charakterisiert.
Die Kenntnis der korrekten Chromosomenanzahl ermöglichte die zytogenetische Erforschung der mit numerischen Chromosomenaberrationen einhergehenden Erkrankungen. Tjios weitere wissenschaftliche Tätigkeit widmete sich unter anderem Forschungen zu geistiger Behinderung und Leukämie. Für seine Arbeit auf erstgenanntem Gebiet wurde er 1962 von US-Präsident John F. Kennedy mit einem Preis der Joseph P. Kennedy, Jr. Foundation ausgezeichnet.

## Veröffentlichungen (Auswahl)
- Joe H. Tijo, Albert Levan: The chromosome number of man. In: Hereditas. Nr. 42, 1956, S. 1–6.